# 古埃及

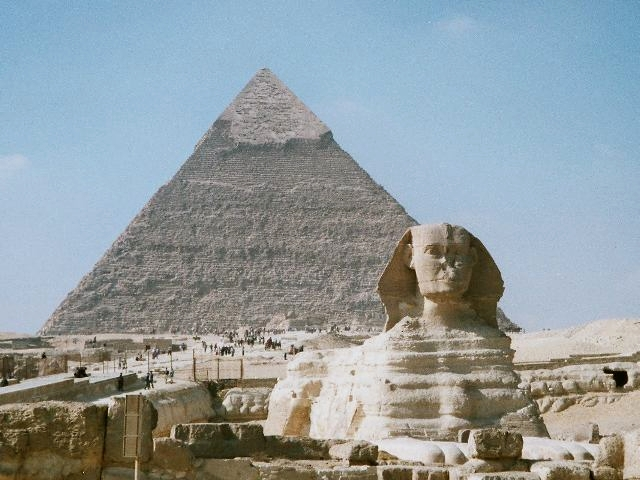
卡夫拉金字塔（第四王朝）和狮身人面像（约公元前2500年）

古埃及是位於非洲东北部尼罗河中下游地区的古代文明，开始于公元前3100年左右时美尼斯统一上下埃及建立第一王朝，终止于公元前343年波斯再次征服埃及。雖然之後古埃及文化還有少量延續，但到公元以後的時代，古埃及已經徹底被異族文明所取代。在連象形文字也被人們遺忘後，古代史前社會留給後人的是宏偉的建築與無數謎團。1798年，拿破仑远征埃及，发现罗塞塔石碑，1822年法国学者商博良解读象形文字成功，埃及学才诞生，古埃及文明才重见天日。其文明成果直到今日都還不斷被挖掘出來。
古埃及的居民是由北非的土著居民和来自西亚的遊牧民族塞姆人融合形成的多元文化圈。約西元前6000年，因為地球軌道的運轉規律性變化、間冰期的高峰過去等客觀氣候因素，北非茂密的草原開始退縮，人們放棄游牧而開始尋求固定的水源，以進行固定式的耕作，這個居民逐漸聚集並建立了村落的地方，即尼羅河下游河谷一帶，有著夏季氾濫沖刷的豐富沃土，適合在秋冬的乾季進行種植活動，公元前4千年后半期，此地逐渐形成国家，至公元前343年为止，共经历前王朝、早王朝、古王国、第一中间期、中王国、第二中间期、新王国、第三中间期、后王朝9个时期31个王朝的统治（参见“古埃及歷史”一节）。其中古埃及在十八王朝时（公元前15世纪）达到鼎盛，南部尼罗河河谷地带的上埃及的領域由現在的蘇丹到埃塞俄比亞，而北部三角洲地区的下埃及除了現在的埃及和部份利比亚以外，其東部邊界越過西奈半島直達迦南平原。
古埃及在古埃及語言中稱為「凱美特」(Kemet，意爲「黑土地」，又译“凯麦特”「凱米」等) ，與之相關的現代科普特語稱為Ⲭⲏⲙⲓ（Khēmi）。
在社會制度方面，古埃及有自己的文字系统，完善的行政体系和多神信仰的宗教系统，其统治者称为法老，因此古埃及又称为法老时代或法老埃及。古埃及的国土紧密分布在尼罗河周围的狭长地带，是典型的水力帝国。
古埃及文明的产生和发展同尼罗河密不可分，如古希腊历史学家希罗多德所言：“埃及是尼罗河的赠礼。”古埃及时，尼罗河几乎每年都泛滥，淹没农田，但同时也使被淹没的土地成为肥沃的耕地。尼罗河还为古埃及人提供交通的便利，使人们比较容易的来往于河畔的各个城市之间。古埃及文明之所以可以绵延数千年而不间断，另一个重要的原因是其相对与外部世界隔绝的地理环境，古埃及北面和东面分别是地中海和红海，而西面则是沙漠，南面是一系列大瀑布，只有东北部有一个通道通过西奈半岛通往西亚。这样的地理位置，使外族不容易进入埃及，从而保证古埃及文明的穩定延续。相比较起来，周围相对开放的同时代的两河流域文明则经常被不同民族所主宰，兩者對後世所帶來的價值觀也完全不同。古埃及具有保存遺體的喪葬習俗，透過這些木乃伊的研究能一窺當時人們的日常生活，对古埃及的研究在学术界已经形成一门专门的学科，称为“埃及学”。

## 历史

### 概述
埃及学家一般将古埃及历史和历代法老王朝分为前王朝时期（公元前31世纪之前）、早王朝時期（约公元前3100年—公元前2686年），古王國時期（约公元前2686年—公元前2181年），第一中间期（约公元前2181年—公元前2040年），中王国时期（约公元前2040年—公元前1786年），第二中间期（约公元前1786年—公元前1567年），新王国时期（约公元前1567年—公元前1085年），第三中间期（约公元前1085年—公元前667年），后王朝时期（约公元前667年—公元前332年），其中年代均有争议。
距今9000多年前，人们在尼罗河河谷定居，开始在岸边建立房屋，并进行农业和畜牧业生产活动。在尼罗河上游河谷地区和尼罗河入海口三角洲地区分别形成上埃及和下埃及两个文明地区，象形文字也在这个时候出现，并沿用3500余年。公元前3188年左右，传说上埃及国王美尼斯统一上、下埃及，建立第一王朝，定都孟斐斯（今吉薩省拜德爾舍因（Al Badrashin）拉希納村（Mit Rahina），孟菲斯並不位於開羅，開羅應位於另一個古城赫利奧波利斯），成为古埃及第一个法老，古埃及从此开始王朝时期。此时的埃及已经具备文明的几个基本特征，比如有行政官员、士兵、宗教、文字等。
古埃及统一之后，在很长一段时间是稳定的，这段时间经历从第一王朝到第六王朝共六个王朝，时间大约为公元前3188年到公元前2270年。古埃及历史学家曼涅托将其称为“古王国时期”。这是古埃及史上农业、手工业、商业、建筑业等各项事业全面发展的第一个伟大时代。确立了以官僚体制为基础的、君主独裁的专制统治，并且出现了金字塔。第六王朝以后，王权衰落，法老失去了对国家各地区的控制，国家开始分裂，史称“第一中间时期”（公元前2270年－公元前2060年）。这种分裂形式到十一王朝重新统一。
之后埃及进入第二个政治稳定期即中王国时期（公元前2060年－公元前1785年）。埃及在十二王朝时迁都底比斯（今埃及卢克索），开始使用青铜器。此时期埃及与叙利亚、克里特的交往扩大。十四王朝时政权又开始瓦解，“第二中间期”开始，此时期埃及第一次遭到外族的侵略，侵略者为驾车作战的西克索斯人，他们占领埃及北部的大部分地区，建立长达100多年的“太阳神不在的统治”（公元前1720年到公元前1570年）。埃及人在这期间学习西克索人的战术和武器，十七王朝的阿赫摩斯一世于公元前1570年将西克索人逐出国境，重新统一埃及，开始十八王朝，这之后被称为新王国时期（公元前1570年－公元前1070年）。十八王朝国力强盛，对外频繁发动战争。十九王朝时埃及与赫梯帝国发生卡疊石战役，经过16年之久的战争，最后以拉美西斯二世与赫梯王哈图西里三世签订和约告终。此时的埃及成为一个大帝国，极盛时的统治范围：北起叙利亚，南到尼罗河第六瀑布，横跨北非和西亚。
二十王朝以后，一系列的奴隶起义导致国力衰竭，其间经历被利比亚人、努比亚人和亚述人的统治；这是跨越5个王朝的第三中间时期（公元前1070年－公元前664年），期间的王朝有第二十一、二十二、二十三、二十四和二十五王朝。埃及自第二十六王朝进入古埃及后期，最终在公元前525年被波斯阿契美尼德帝国所灭，古埃及时代结束。波斯人在埃及建立第二十七王朝和第三十一王朝，埃及二十六王朝后裔反抗波斯人成功和内战，建立短暂的第二十八、二十九和三十王朝。公元前332年埃及又被亚历山大大帝所统治，亚历山大死后，其部将托勒密占领埃及，建立托勒密王朝，也被称为法老，但当时的埃及已经是彻底在外族人的统治下。随后，古罗马崛起，成为地中海世界大国，埃及也被其占领。之后在公元7世纪，阿拉伯人再次入侵埃及，古埃及原有的文明在这一过程中被阿拉伯文明所取代，而逐渐消失。

### 前王朝时期
在旧石器时代晚期，北非的气候变得愈加干热，迫使这一地区的人们集中居住在尼罗河流域，尼罗河成为埃及的生命线，游牧民族在约180万年前的更新世开始生活在这一地区。尼罗河每年的定期泛滥带来肥沃的土壤，为稳定的农业经济和完善的中央集权社会创造条件，构成人类文明史上的一块基石。

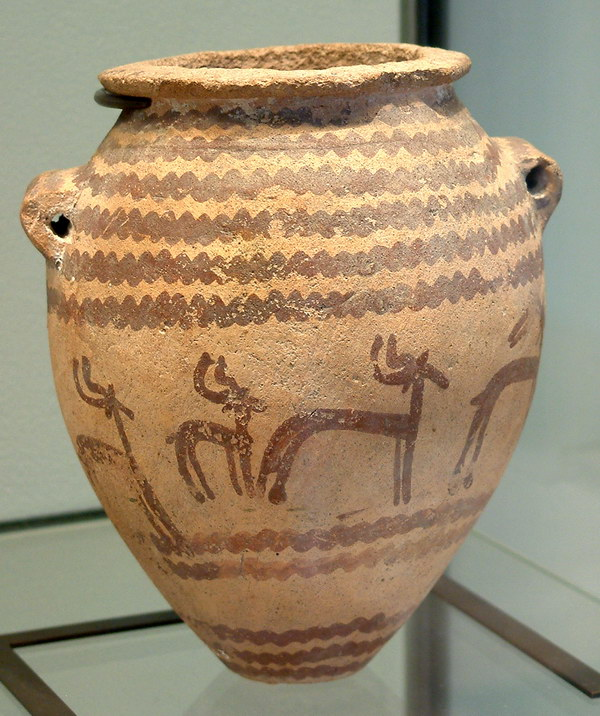
一个典型的涅伽达文化的陶罐，上面的涂饰是瞪羚。（前王朝时期）

约在公元前5500年，一些小部落开始生活在尼罗河流域，发展成一系列牢固控制农业和畜牧业的文化。最早的文明开始于下埃及的奧瑪里（el-Omari）、莫林达（Merimda），和法尤姆。由于处在撒哈拉沙漠、尼罗河流域和近东的十字路口上，法尤姆的新石器文化显示出各自的特征，因先进的石器而闻名，发展成为埃及史前的石器工艺（Lithic Technology）。莫林达（Merimda）是北方最大的部落之一，拥有独一无二的精巧的花瓶、陶环架、勺子，以及古王国时期流行的石制权杖。
埃及南方最早的文明，拜达里文化的出现比北方晚几个世纪。与北方的马底、布陀、赫利奥波利斯文明同时代。拜达里文化以它高超的制陶业、石器和铜的使用而闻名于世。巴达里墓葬，带有社会阶级痕迹的简易墓坑，显示出文明已经在有权势的首领的控制下。
在北方，马底人的陶器有时装饰有鸟和标记法老荷鲁斯名的serekh（意為「王宮門面」，為古埃及方形王徽），这是文化融合的标志。马底也是黑陶器皿的主要来源，当北方落入上埃及统治者之手後它在南方的分布更加广泛。
在南方，约公元前4000年，奈加代文化逐渐发展成尼罗河沿岸的文明。它的政治中心有希拉孔波利斯和阿拜多斯，并开始扩张它在埃及北方的势力。當時的人懂得制造彩陶，精美的装饰的石制花瓶，化妆用调色板，以及金子、青金石、象牙制成的珠宝。他们也从事与努比亚和黎凡特的贸易。涅伽达人制造一种被称为埃及彩陶（Egyptian faience）的彩色釉制陶器，被广泛用于饰杯、护身符和小雕像，直至罗马时代。前王朝时期最后一位法老的统治时期，涅伽达文化开始使用符号进行书写，後来发展成为一套完善的埃及象形文字系统，以记录埃及语言。

### 早王朝时期

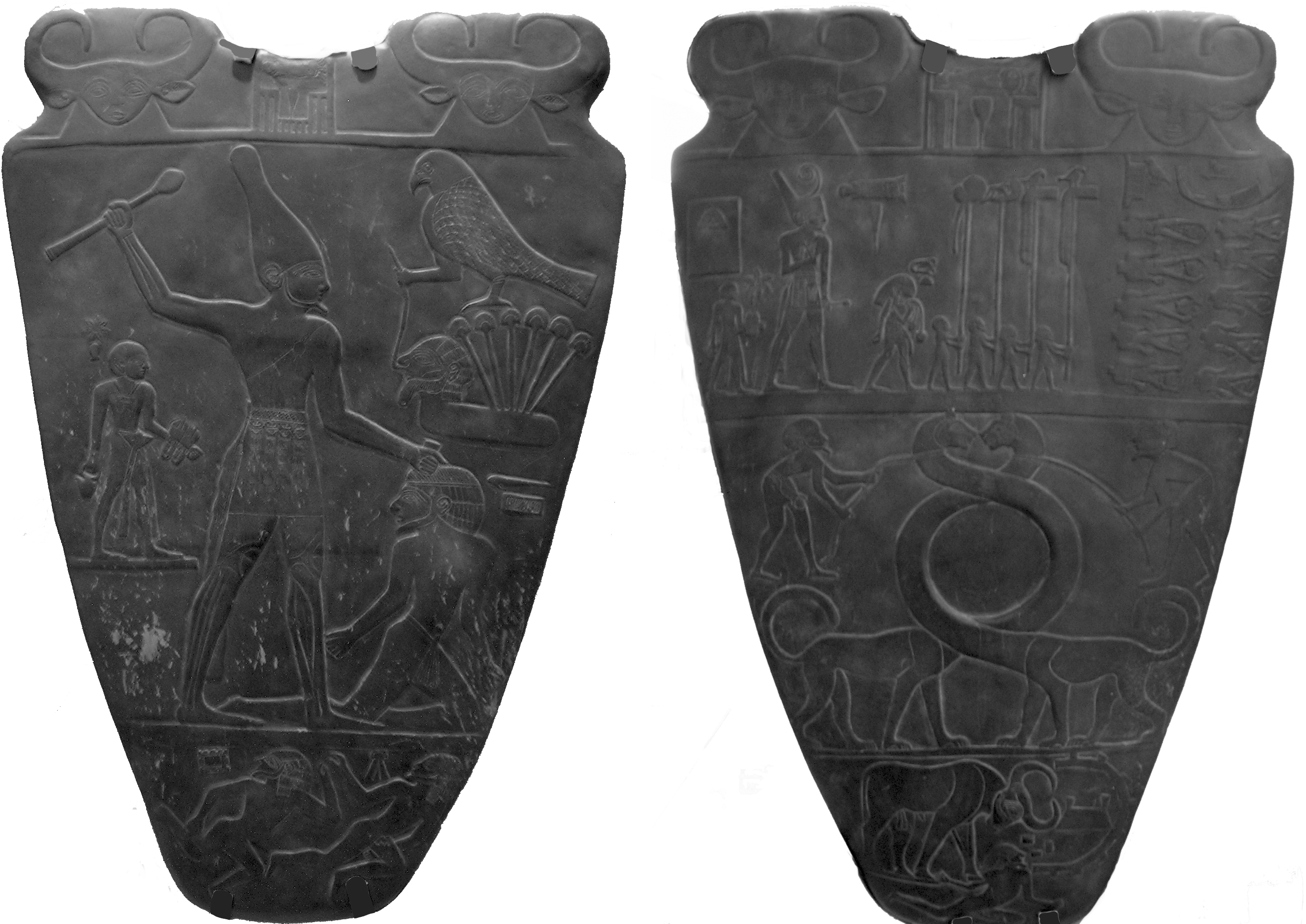
那尔迈调色板见证上下埃及的统一。

古埃及人以名为“米尼”（希腊语为“米尼斯”）的国王作为他们历史的正式开始，他们认为是这位国王统一上埃及和下埃及。向统一王朝的过渡实际上比古代埃及作家让我们认为的更加渐进。而且也没有与“米尼斯”同时代的记录。尽管如此，学者们现在认为，这位传说中的米尼斯也许是那尔迈。在那尔迈调色板上，描绘他在仪式上身着皇家盛装，成为埃及统一的象征。公元前3世纪埃及牧师曼涅托将米尼斯到曼涅托自身所处时代的埃及法老分组，将其分为30个王朝，这一体系沿用至今。
在早王国时期的约公元前3150年，第一位法老巩固他在下埃及的统治，定都孟斐斯。在那里他们可以控制富庶的三角洲地区的农业和劳动力，以及利益丰厚的通往黎凡特的商路。法老们不断膨胀的权力和财富反映在他们精心制作的石室坟墓和考究的埋葬仪式，这些用于歌颂死后被神化的法老。法老们建立强大的王权以使他们对国家土地、劳动力、资源的控制合法化，而这些对古代埃及文明的生存和发展必不可少。

### 古王国时期

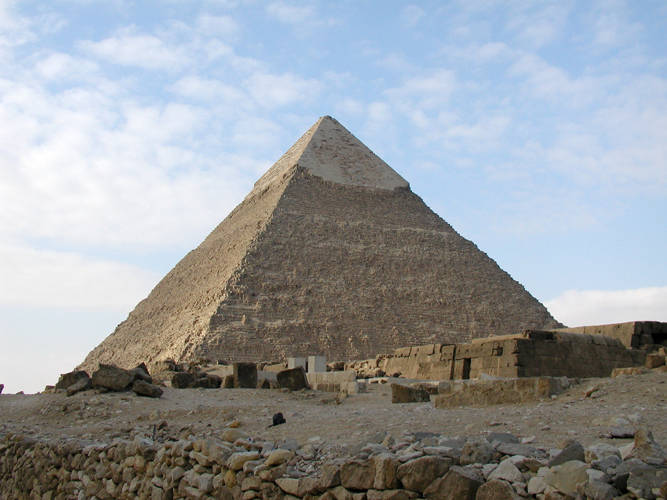
埃及卡夫拉金字塔

农业生产力的发展是古王国时期建筑、艺术、科技取得惊人进步的基础，而完善的中央政府使这些成为可能。在“维齐尔”（Vizier）的指导下，国家官员征税、协调水利工程以提高农作物产量，征用农夫进行建筑工程，建立司法系统维护和平与秩序。富裕和稳定的经济保证财政的盈余，使国家有能力主持建设纪念性质的巨型工程和让皇家工场委托制作杰出的艺术品。左塞尔、胡夫和他的子孙们修建的金字塔是古埃及文明（和法老们的权力）令人难忘的象征。
中央政府重要性的上升随之而来的是被法老承认土地拥有权并供养的官吏和书吏阶层。法老也会将土地用于修建陵寝或赠与地方神庙以保证死后对自己的崇拜。这样的五个世纪的封建统治逐渐削弱法老的经济实力，到古王国後期，法老已经无力维持庞大的中央机构。法老的权力下降，地方统治者随即开始挑战法老的权威。再加上公元前2200年到公元前2150年的严重干旱，最终导致国家陷入被称为“第一中间期”的长达140多年的饥饿和动荡之中。

### 第一中间期
古王国後期中央政府崩溃後，政府已经无法维护经济稳定。地方统治者无法依靠国王帮助及时化解危机，接着发生的食品短缺和政治辩论升级为饥荒和小规模内战。尽管存在难题，但地方统治者不再对法老进贡，而利用新获的独立维护各省的繁荣。一旦掌握自己的资源，各省经济上变得更加富足－ 社会各阶层的更大更好的墓葬证明这个事实。在这次创作力爆发之际，各省的艺术家继承和调整古王国时期服务于王权的文化主旨，书吏们发展和丰富文学的风格，表现出这一时期的创造力和乐观。
从对法老的效忠中解脱後，地方统治者开始互相争夺领土和权力。到公元前2160年，耶拉孔波利斯的统治者统一下埃及，而底比斯的因提夫家族统一上埃及。因提夫家族不断在北方扩张势力，南北朝之间的冲突不可避免。约公元前2055年，底比斯军在曼圖霍特普二世率领下击败耶拉孔波利斯统治者。埃及的再次统一，开创经济和文化复兴的新时期。

### 中王国时期

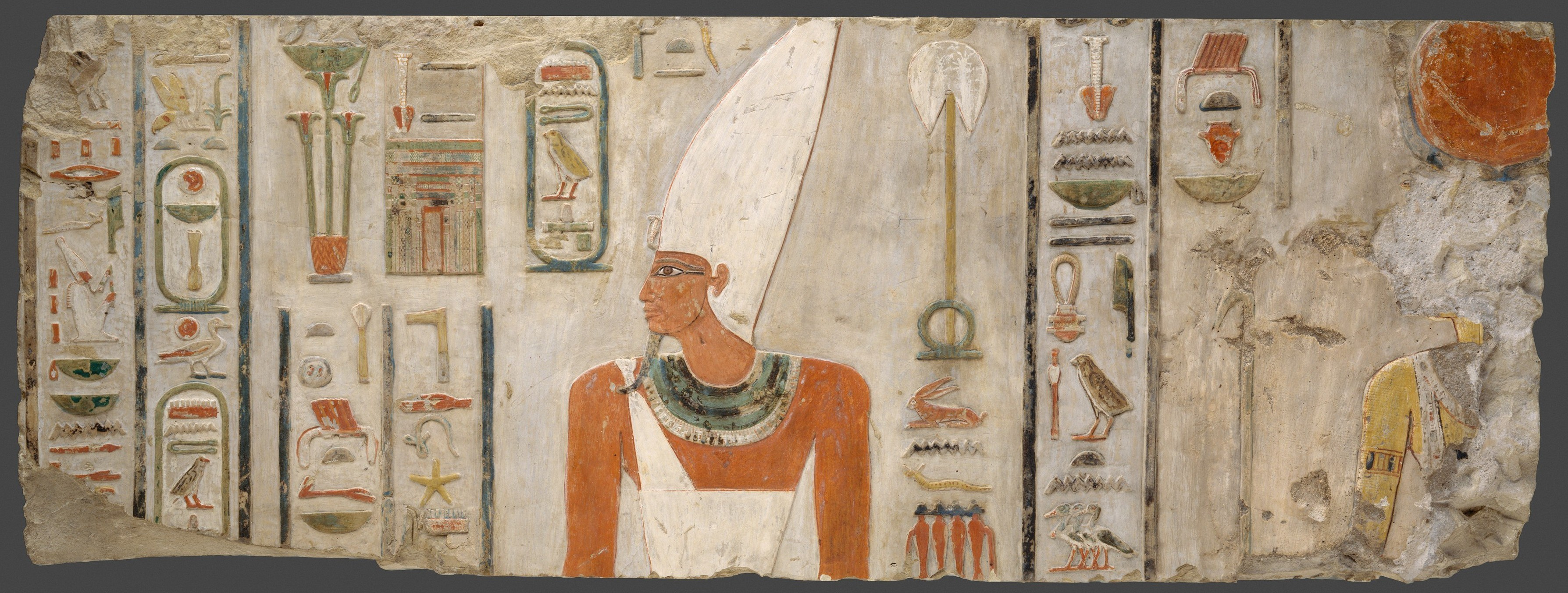
曼图霍特普二世，中王国的建立者。

中王国的法老们恢复国家的繁荣和稳定，刺激艺术、文学和纪念性建筑工程的复苏。第十一王朝的门图荷太普二世和他的继承者们从底比斯统治全国。约公元前1985年，维齐尔出身的第十二王朝建立者阿蒙涅姆赫特一世将首都迁往法尤姆绿洲的伊塔威（Itjtawy）。在那里，第十二王朝的法老们实行富有远见的垦荒和灌溉计划以增加这一地区的农业产量。此外，对努比亚的再征服获取的领土中富产石料和黄金，人民被驱使在三角洲东部修建防御建筑，称为“大公墙”（Walls-of-the-Ruler），用于抵御外族入侵。
拥有可靠的军队、政治稳定和丰富的农矿业财富，国家的人口、艺术和宗教繁荣起来。与大力推崇神灵的古王国形成鲜明对比，中王国时期经历一种被称为“民主化”的“个人的虔诚”的增长，依据这种信仰据说所有人都能支配一个灵魂并能在死后陪伴神灵。
中王国文学的特点是诡辩的主题和自信而雄辩的人物风格。浮雕和肖像雕塑艺术精湛，细节上尽善尽美，达到新的技术高度。
中王国的最后一位有为之主，阿蒙涅姆赫特三世，允许亚洲移民进入三角洲地区以为他的采矿业和水利工程提供充足的劳动力。但这些充满雄心的水利工程和采矿活动，与他统治後期尼罗河泛滥不足联系起来，透支经济，加速国家衰落，最终在公元前14世纪和公元前13世纪进入“第二中间期”。这次衰落期间，外来的亚洲移民开始控制三角洲地区，甚至建立西克索斯王朝。

### 第二中间期和西克索斯王朝
约公元前1650年，中王国衰落，居住于三角洲东部城市阿瓦里斯的亚洲移民随之夺取这一地区并逼迫中央政府迁往底比斯。在那里，法老们成了附庸，称臣纳贡。西克索斯人（即“外来统治者”）效仿埃及统治模式，也将自己描绘为法老，把埃及要素融入到他们的青铜时代文明中。
南迁后，底比斯的国王们发现自己被夹在北方的西克索斯王朝和它的努比亚盟友－南方的古什之间，100多年在沉闷和不作为中度过。到公元前1555年，底比斯的军队终于强大到可以挑战西克索斯王朝。冲突持续30多年，法老陶二世和卡摩斯最终打败努比亚人。卡摩斯的继任，雅赫摩斯一世成功地在一系列战役中让西克索斯王朝永久地退出埃及的历史舞台。之后的新王国时期，军队成了优先考虑的核心问题，法老们籍此扩张埃及的疆界，维护他们在近东的优势。

古代埃及的最大疆域范围（公元前15世纪）

### 新王国时期和阿馬爾那時代
新王国的法老们通过维护边境安全和加强与邻国的外交确立一个空前繁荣的时代。图特摩斯一世和他的孙子图特摩斯三世时的军事征服让埃及的势力扩张到叙利亚和努比亚，巩固人民的忠诚，打通急需的铜和木材的进口通道。在公元前1400年人口达到420万人；在公元前1300年人口达到430万人，在公元前1250年人口达到440万人。新王国的法老们推崇太阳神阿蒙，开始大兴土木，对它的崇拜的基点是卡纳克神庙。法老们还修建一些纪念碑为自己的（现实的或虚幻的）成就增色。两位法老之间上台的是女法老哈特谢普苏特，她通过宣传使自己的权力诉求合法化，她统治时期的特点是停止对外战争，派遣商业探险队联络庞特（Punt），开展与邻国的贸易；以及修建位于卡纳克的典雅的停灵庙，一对巨型方尖石塔，一个小礼拜堂。尽管取得很大的成就，但在她死后，她的过继外甥图特摩斯三世大量毁掉刻有她名字和形象的塑像，希望抹去这位篡位的母后的统治痕迹。

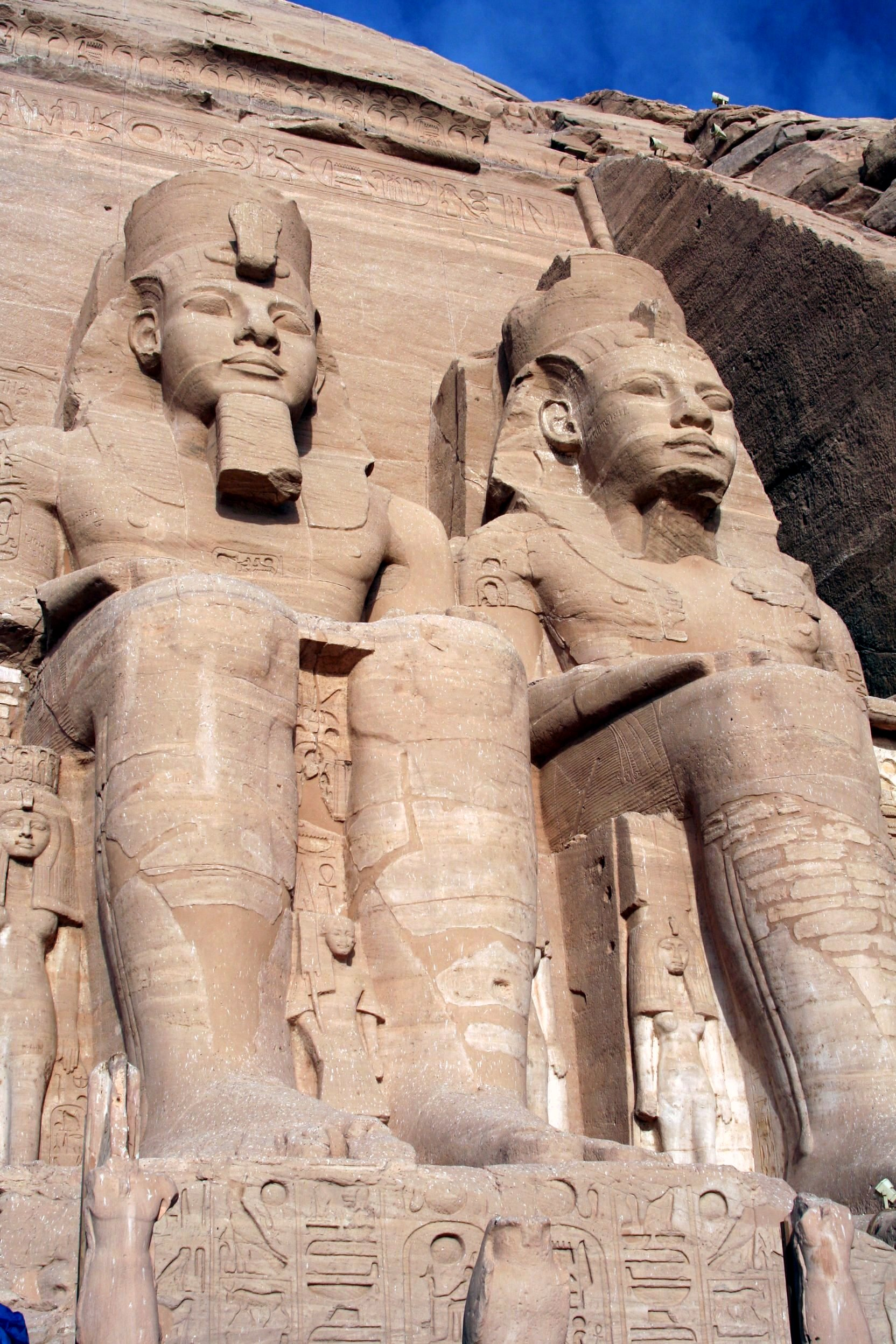
四尊拉美西斯二世的巨型石像拱卫着阿布辛拜勒神庙的入口。

约公元前1350年，阿蒙霍特普四世出人意料地登上王位，开始一系列激进且无秩序的改革，威胁到新王国的稳定。他改名阿肯納頓（字面意思为“阿顿的仆人”或“阿顿光辉的灵魂”），将以前不起眼的太阳神阿頓捧为最高的神，禁止对其他神的崇拜，打击僧侣集团的权势，还将首都迁往新城埃赫塔顿（意为阿頓的视线，即今天的阿马尔那）。他对外国事务置若罔闻，全神贯注于他的新型宗教和艺术风格。在他死后，对阿頓的崇拜很快被禁止，首都迁回底比斯。后来的法老图坦卡門、伊特努特·阿伊、霍朗赫布迅速抹去阿蒙霍特普四世的所有记载，这段短暂的时期被称为阿马尔那时代。
第十八王朝结束于最后三位法老－ 图坦卡門、伊特努特·阿伊、霍朗赫布，他们死后都没有后裔。18岁的拉美西斯二世，或称拉美西斯大帝，于公元前1279年继承王位，他是埃及历史上修建神庙、树立方尖石塔、生育子女最多的法老。
作为一位大胆的军事领袖，拉美西斯二世率埃及军队抵抗赫梯的入侵，双方在卡迭石战役中皆死伤惨重，最终在约公元前1258年缔结有史以来第一份被记载的和约。埃及的财富让它成为被侵略者，尤其是利比亚人和“海洋民族”（Sea People）垂涎的目标。起初军队还能抵御这些侵略，但埃及最终失去叙利亚和巴勒斯坦。外患在腐败、盗墓贼、动乱等内部问题辅助作用下急剧恶化。底比斯的阿蒙神庙（Precinct of Amun）大祭司们聚敛大量土地和财富，他们势力的膨胀在第三中间期分裂国家。

约公元前730年利比亚人从西面的入侵破坏埃及的统一。

### 第三中间期
公元前1150年，古埃及第二十王朝统治下的人口只有360万人；公元前1078年，拉美西斯十一世去世，斯蒙迪斯一世取得埃及北方的统治权。而前1000年左右的古埃及第二十一王朝人口只有150万人。南方则在底比斯阿蒙神庙的大祭司的有效统治下，後者仅在名义上承认斯蒙迪斯的权威。这一时期，利比亚人已经在三角洲西部地区定居，移民的首领们开始逐步取得自治权。公元前945年，利比亚王子舍顺克一世控制三角洲地区，建立所谓“利比亚王朝”或“布巴斯提斯王朝”（布巴斯提斯是首都），即第二十二王朝，持续200多年，前930年的古埃及第二十二王朝人口达到350万人。舍顺克也通过将自己的家族成员安置在重要僧侣位置上控制埃及南方。利比亚统治腐朽的同时，它在三角洲地区的对手开始在利安托波力斯（Leontopolis）兴起，库施威胁于南。约公元前727年，库施国王皮安希侵入北方，占领底比斯，并最终占领三角洲地区。
到第三中间期结束时，埃及原本深远的影响力大打折扣。它的外国盟友沦为亚述的势力范围，到公元前700年两国间的战争终于不可避免，但是此年的人口恢复到400万人。公元前671年到公元前667年，亚述人开始攻击埃及，遭遇塔哈尔卡和他的继任坦沃塔玛尼坚决抵抗，埃及赢得几次胜利。但最终，亚述人将库施人赶回努比亚，占领孟斐斯，洗劫底比斯神庙。

### 晚期
亚述人没有长期占领埃及的打算，统治权落入二十六王朝一系列称为“赛特王”（Saite kings）的诸侯手中。到公元前653年，赛特王普萨美提克一世借助希腊雇佣军驱逐亚述人，并在希腊人的帮助下建立埃及的第一支海军。希腊在埃及的影响急剧膨胀，三角洲地区的城市纳奥克拉提斯成了希腊人的家园。建都塞易斯的赛特王们见证这次短暂而充满生气的经济文化复兴。公元前600年的古埃及第二十六王朝人口只有300万人；到公元前550年人口达到360万人。然而好景不长，公元前525年，强大的波斯帝国在冈比西斯二世率领下开始对埃及的征服，最终在贝鲁西亚之战中抓获法老普萨美提克三世。冈比西斯二世于是采用法老称号，但却远在苏萨的家中进行统治，并将埃及划为总督区。公元前5世纪有几次较成功的反抗波斯的起义，但埃及从未能永久地驱逐波斯人。

## 終結

### 波斯統治
在波斯的统治下，埃及与塞浦路斯、腓尼基被一同划入波斯阿契美尼德王朝下的第六总督区。波斯第一次统治时期也被称为第二十七王朝，结束于公元前402年。公元前380年至公元前343年，最后的本土王朝、第三十王朝统治埃及，结束于奈科坦尼布二世。公元前343年，波斯人短暂地恢复对埃及的统治，也被称为第三十一王朝。但不久後，在公元前332年，波斯统治者馬查西斯（Mazaces）将埃及拱手让给亚历山大大帝。

### 托勒密王朝

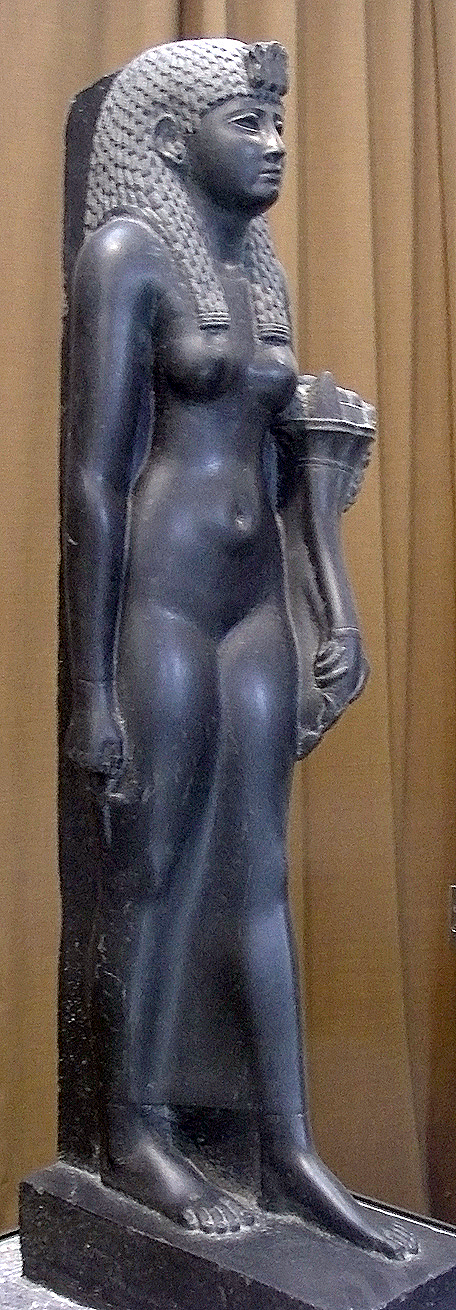
克利奥帕特拉七世接受埃及的语言和古代传统。

公元前332年，亚历山大大帝在几乎没有遇到波斯人抵抗的情况下，被埃及人当成解放者占领这片土地。亚历山大的继业者托勒密仿照埃及模式建立政府机构，定都亞歷山卓。这座城市试图展现希腊统治者的权威，并以著名的亚历山大图书馆为核心，成为文化和学术的中心。 亚历山大灯塔照亮许多船只的航程，保证城市间贸易的畅通。托勒密统治者将商业和创收行业作为发展首选，例如纸莎草紙的制造业。
希腊文明并没有取代埃及的传统文明，托勒密王朝的统治者扶持埃及历史悠久的传统以保证人民的忠诚。他们建立埃及风格的神庙，维护传统的宗教仪式，把自己描绘成法老。两种文明的许多传统融合了，希腊和埃及的诸神融合为兼具多重神性，如塞拉皮斯。古典希腊风格的雕塑也影响传统埃及的艺术题材。尽管希腊统治者试图缓和埃及人的情绪，托勒密王朝还是面临叛乱、家族权力斗争，以及伴随托勒密四世之死而来的於亞歷山卓發生的暴乱。此外，由于罗马严重依赖埃及的粮食进口，罗马人对埃及的政治状况也大有兴趣。持续不断的叛乱、野心勃勃的政治家和强大的对手叙利亚动摇王朝统治的根基，以致埃及先沦为罗马的保护国，而后成为罗马的一个行省。

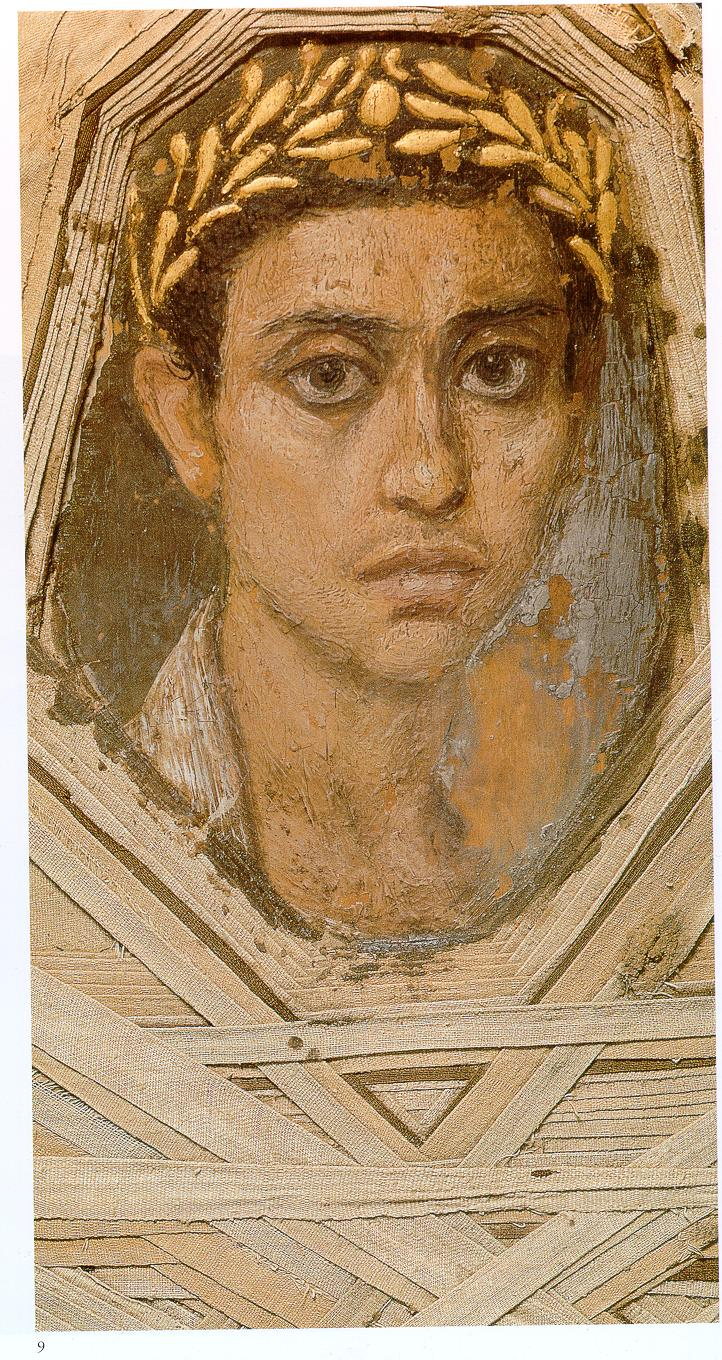
法尤姆画像是埃及文明和罗马文明交汇的缩影。

### 罗马帝國统治时期
屋大维在亚克兴战役中打败马克·安东尼和托勒密王朝的克利奥帕特拉七世後，埃及在公元前30年成了罗马帝国的一个行省。罗马人严重依赖埃及海运输出的粮食，罗马军队在皇帝任命的长官的控制下，镇压叛乱、强征重税、打击强盗，而後者此时已经成为严重的问题。亞歷山卓逐渐发展成为东方重要的商业中心，充满异国风情的埃及奢侈品在罗马销量旺盛。
虽然罗马人比希腊人更加敌视埃及人，但很多传统如木乃伊和对传统神灵的崇拜保留下来。法尤姆画像（Faiyum mummy portraits）艺术繁荣，一些罗马皇帝也将自己描绘为法老，虽然不及托勒密统治者的程度。罗马统治者远离埃及，无法履行国王的职责。地方政府机构风格上罗马化，更加接近本土埃及王朝。
公元1世纪中期，基督教在亞歷山卓扎根并传播。与其他宗教不同，基督教试图使异教徒皈依，威胁到当时流行的传统宗教，引来对基督徒的迫害，在公元303年戴克里先的大清洗中达到顶峰，但基督教最终获胜。因此，埃及的传统宗教逐渐没落。尽管埃及人仍然说他们的语言，但随着神庙祭司的减少，能读懂象形文字的人越来越少。而神庙有时也会改建为教堂或遗弃于沙漠。加上基督教視古埃及文化為偶像崇拜，故刻意排除。

### 罗马帝國之后
公元395年，罗马帝国被分成东西两部分，埃及属东罗马帝国，继续归“新罗马”的皇帝管辖。641年，埃及被阿拉伯人占领，随之开始阿拉伯化。至12世纪，已普遍使用阿拉伯语，皈依伊斯兰教，延绵数千年的古埃及文明被阿拉伯文明取代，因伊斯兰教與基督教一樣同樣視古埃及文化為偶像崇拜，故刻意排除。當地的人們對於宏偉的金字塔與神殿雕像可以說是一無所知。
1517年，埃及开始受奥斯曼帝国统治，1798年－1801年受法国统治，1801年后英国势力侵入。埃及最终在1922年取得独立，1953年建立共和国，但它已经是一个阿拉伯国家了。
古埃及文明和文化知识在滅國後并没有被传承下来，現代雖然有許多考古遺址的發掘，但仍然對古埃及王國歷史與文化的了解非常有限。

## 埃及学
由于长达两千多年的外族统治，埃及完全失去原有的古埃及文明，古埃及的语言、文字、宗教信仰、历史记录、政府和风俗等都被彻底遗弃，以至于后来的人们在看到古埃及文明遗迹（如金字塔）时不知道当时的古埃及人为什么要建造，现代人也读不懂用古埃及文字写成的碑文，崴峨的建築在流傳千年後人去樓空的景象，可以說引起後世百代人們的感慨與同情，古埃及文明便成為人類被遺忘的文化中最出名者。由于好奇心的驱使，人们希望了解失落的古代埃及文明和历史，于是一门专门研究古埃及的学科逐渐形成，这就是“埃及学”。
在两千多年前，人们已经开始研究古埃及，例如在希罗多德所著的《历史》中就多次提及古埃及。十字軍東征時期，有人撰寫一些有關埃及古蹟的遊記，然而當時已無人能閱讀象形文字的文獻。尙·德·特夫諾是17世紀第一個純粹因爲好奇而到近東旅行的歐洲人。他於1652年路經埃及，在吉薩測量大金字塔並描繪塔裡的情形。特夫諾對木乃伊很感興趣，他在薩卡拉請人打開一座古埃及貴族石墓，還買了一具棺材，棺材上「全是偶像和象形文字」。到18世紀早期，法國攝政王菲力普·奧爾良命開羅耶穌會傳教團團長克勞德·西卡爾尋找埃及的古遺跡。西卡爾跑遍埃及，畫出第一張地圖。但埃及学真正的大发展是从1822年法国人商博良对于古埃及文字破译开始的。18世纪，拿破仑带领法国军队打败埃及的英国殖民者并占领埃及，他带来167名学者，包括历史学家、天文学家、画家、工程师、矿物学家等等，并成立“埃及协会”专门研究古埃及文明。在进驻埃及其间，法国学者对古埃及进行详细的研究，并搜集许多文物带回法国，其中包括于1799年8月被发现的刻有三种文字的罗塞塔石碑，这块石碑成为破译古埃及文字的直接线索。不久之后，英国打败法国，重新夺回对埃及的占领，但法国研究者得以保留古埃及文物的记录，并一直在埃及学方面保持主导地位。
罗塞塔石碑是古埃及托勒密王朝托勒密五世颁布的一条政令，由于当时是外族（马其顿王国）统治埃及，官方文字是希腊文，而当地埃及人则习惯使用埃及文字（包括圣书体和世俗体），于是这块石碑就使用两种埃及文字和希腊文共三种文字记录同样的内容。法国学者商博良就利用这种对照关系，通过希腊文的含义将古埃及的文字成功破译出来，于1822年9月29日写成通信报告，宣布古埃及文字破译成功。自此，古埃及的文字和文明被现代人重新理解，埃及学进入大发展时期。本条目介绍的内容基本都是埃及学的研究成果。

## 社會

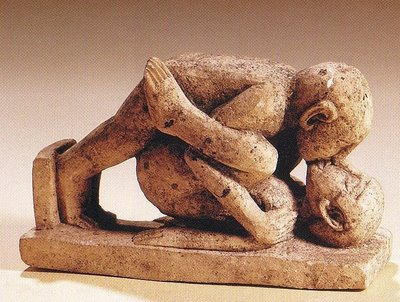
古埃及雕塑，展现一对男女正在性交的画面。

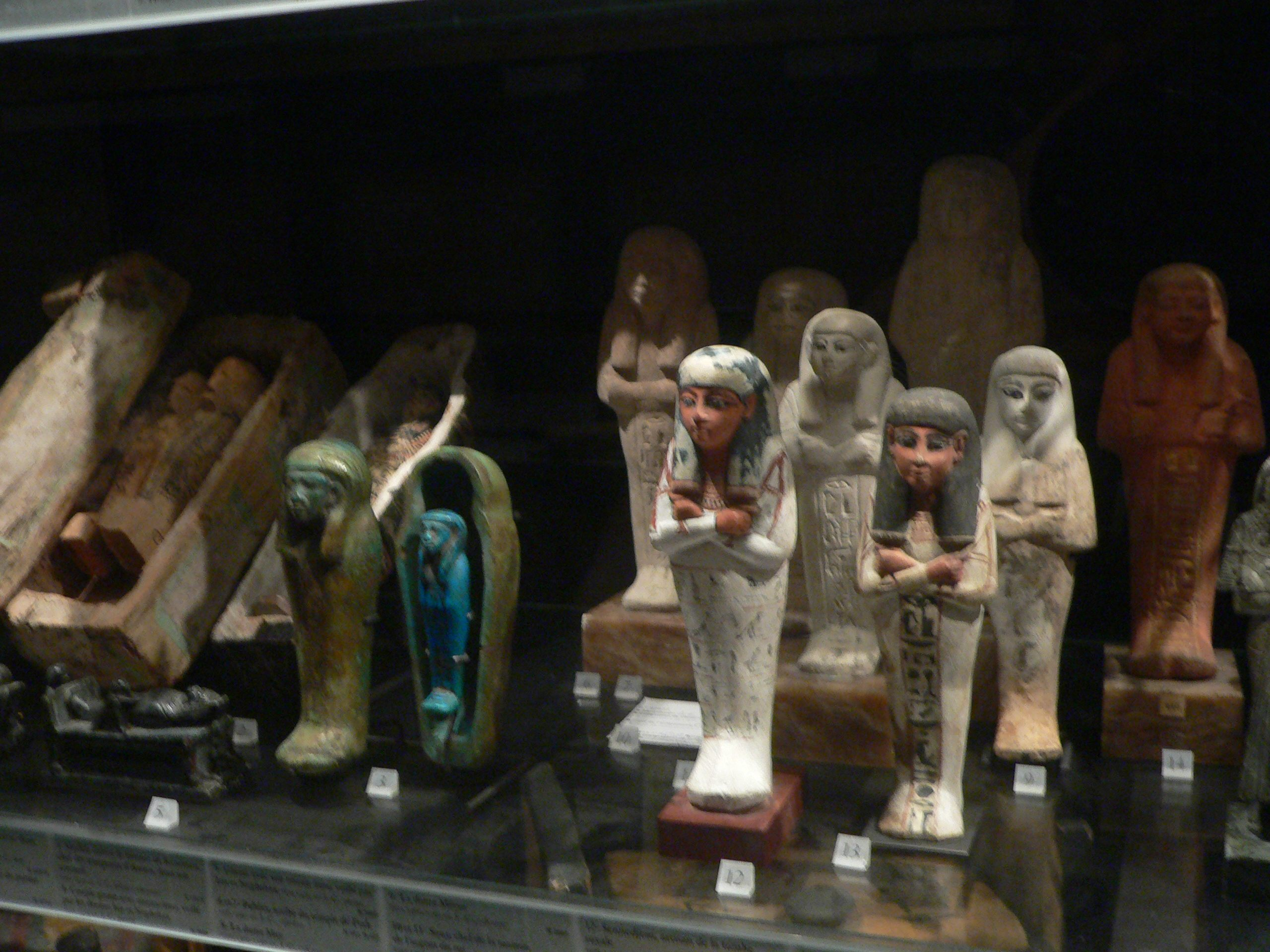
古埃及皇家陪葬品

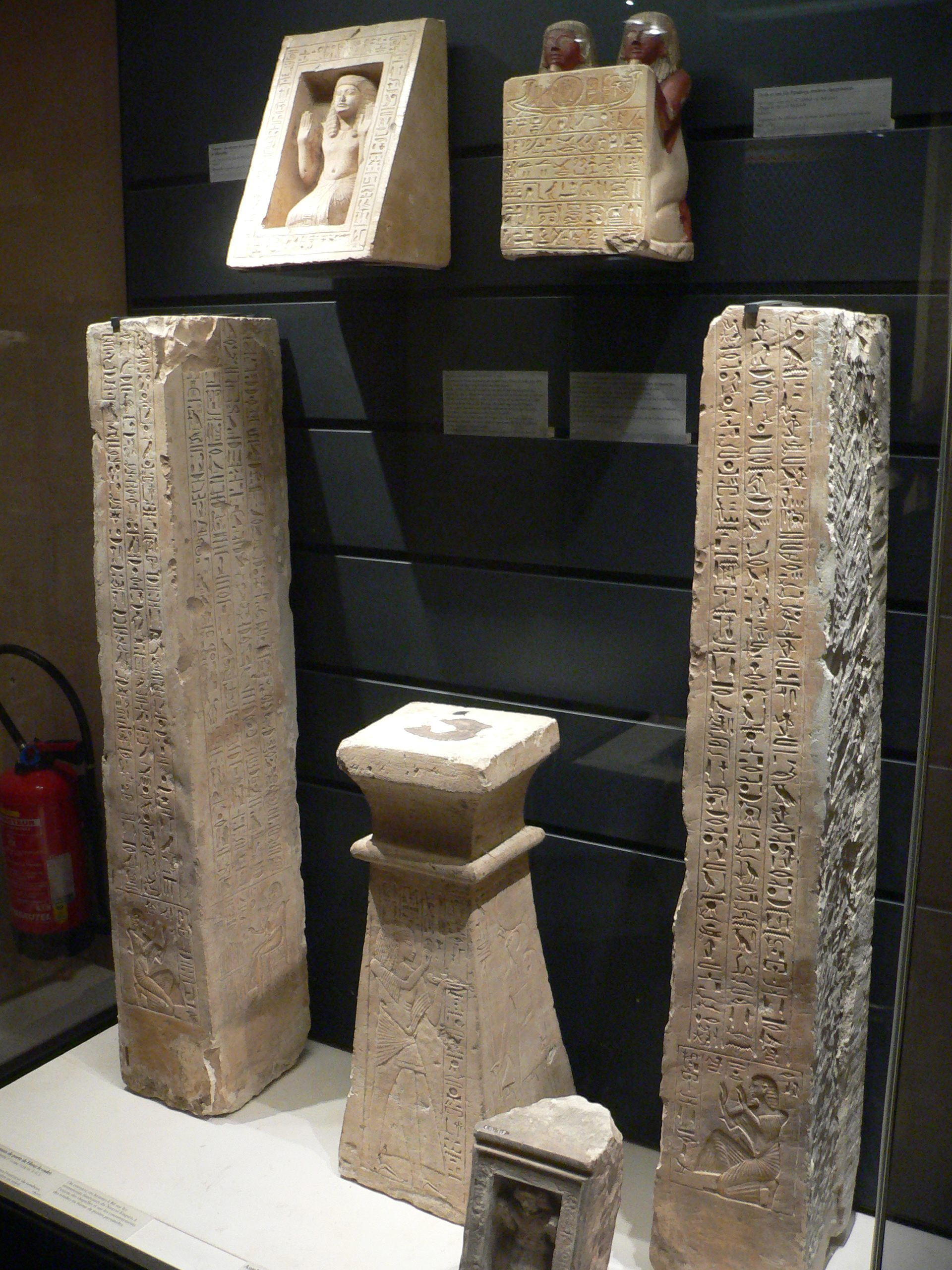
古埃及石碑

古埃及人已經出現明顯的社會階級系統，稱他們的君主為法老，這個詞語解作宮殿。古埃及人相信他們的君主擁有如神一樣的權力，因此他們不會直稱君主的名字，只稱他為法老。君主之下有貴族、祭司和官員，他們是古埃及的特權階級，享有崇高的社會地位及擁有田地和奴隸，過著極為奢侈的生活。而農民、工匠和商人則屬於古埃及的平民階級，生活平穩，卻不艱苦。奴隸（即戰俘或罪犯）屬於古埃及的最底層階級，沒有任何權利，生活極之困苦。

### 国家和政府
古埃及一直是专制的中央集权的国家，一切的权力都归属于法老，包括司法、行政、立法、宗教等，法老的王权还被神化，称为神王。法老之下有一套政府机构，包括中央政府和地方政府，对全国各地进行各方面的管理。中央政府最高官员是维西尔，相当于宰相，其权力仅次于法老，对各个政府部门都进行监督和管理，如立法、建筑、国防、国家资源调查和分配、征兵、祭祀等等。维西尔职位重要，古王国时期一般由王子担任，老国王去世后则可以由王子继位。古王国衰败后，维西尔职务开始被非王族控制，并开始威胁法老的王位。在中王国时期，首个维西尔政变的情况发生，阿蒙涅姆赫特取代第十一王朝末代法老曼图霍特普四世登基，开创埃及第十二王朝。后来一些法老曾试图削弱和分散维西尔的权力，如设置两个维西尔等，但维西尔成为法老的情况还是时有发生。
中央政府在维西尔之下设有司法部、财务部和军事部等部门。司法部分为高等法院和地方法院（诺姆法院），高等法院设一名院长，受维西尔领导，并由一些将领和祭司组成，主要处理危害国家安全的重要案件，例如叛国、盗墓、政变等。埃及地方40个诺姆各设有地方法院，对本诺姆的案件进行审理，国家的法律在地方是适用的。财务部设有财务大臣，负责国家财务相关事务，如税收、国库、土地丈量、外国贡品等，但后来在新王国时期财务大臣的权利逐渐转移给内宫总管，使王宫的权力凌驾于政府权力之上。地方诺姆的财务权则由市长（诺姆长）担任，他们负责收集运送谷物和税收，并直接向维西尔负责。古埃及的军事部门也是不断演变的，但在埃及统一的古王国时期、中王国时期和新王国时期，国家军事是中央集权的，使法老可以有效的统全国之力进行军事行动。另外，早在古王国时期，埃及就出现管理武器、部队补给和防御工事的后勤部门——“军械院”。在军事发达的新王国时期，军队则发展分化为步兵、海军、战车部队。全国步兵分几个军区（称“梅沙”），以埃及神祇的名字命名，一般拥有几千人，之下设连、排、班等，层层组织。新兵一般从埃及和埃及的殖民地征集，进行统一的训练，退伍的老兵则受到政府的厚待，例如发放土地、奴隶和牲畜等。埃及还设有常备军，主要负责法老和王宫的安全，相当于王宫卫队。

### 经济
大部份古埃及人是農民。埃及位處沙漠地帶，而尼羅河每年7月都會氾濫，但古埃及人懂得修築水庫儲起泛濫的河水，並在曾受河水泛濫的土地上耕種，讓水患變成為水利。他們又懂得挖掘水渠引水灌溉農作物，並發明用牛拉動的犁耙，翻鬆泥土來種植農作物。此外，他們還發明抽河水灌溉農田的汲水器（shaduf）。
部份古埃及人是商人。雖然埃及大部份的地區都是沙漠，但尼羅河沿岸卻盛產一種稱為蘆葦的植物。蘆葦浮力大且能防水，所以是造船的好材料。古埃及人就以蘆葦作材料造船，並乘坐這些蘆葦船在尼羅河、地中海及紅海一帶航行，與當地居民進行以物換物的貿易。通過這些貿易往來，古埃及人把他們的文明及生活方式傳播至其他地方。古埃及地理位置是亚洲和非洲的枢纽，另外其农业为主的经济模式对其他手工业产品有很大需求，因此古埃及是古代重要的贸易中转和加工国家。古王国时期，古埃及经济发达，出现很多剩余的产品，以物易物的商业模式产生。当时埃及对外的贸易对象主要有努比亚、黎巴嫩、蓬特等地，也不时伴随有军事掠夺，不完全是平等交易。
中王国时期，埃及造船技术有很大的发展，埃及人还在尼罗河和红海之间开凿运河，埃及对外贸易的范围扩大很多，到达亚洲叙利亚中南部。此时，开始出现官方贸易，即国家之间互赠礼物，埃及周围的一些国家通过这种“进贡”的方式成为埃及的属国。
新王国时期，埃及国家统一，霸权形成，伴随着军事征服，埃及的商业也有很大发展，市场上出现很多奢侈品，显示人民生活的富裕。国际贸易则为国家垄断，还出现一些掠夺性的“进贡”。另外，政府开始发行类似于货币的金属圆环，并将其价值同金银挂钩。为了保持军事实力，埃及很大的贸易比重与武器制造有关，从其他地方进口原料（比如木材），然后制造武器和战车出口，埃及制造的战车甚至出口到战车发明地美索不达米亚平原。后来埃及帝国分裂，是贸易不再受国家控制，此时走私行为普遍，人们更多的利用政府发行的金属圆环，埃及步入货币时代。波斯统治时期，埃及对外贸易几乎停滞，后来马其顿统治，贸易逐渐恢复并达到巅峰，亞歷山卓成为当时最重要的商业城市。托勒密时代埃及经济则被国家完全垄断，各种商品的价格都由国家制定。罗马统治时期，罗马帝国对埃及收受重税，古埃及贸易随着古埃及文明一起趋于消亡。

### 生活
古埃及人曾使用含鉛的眼妝。鉛會導致血液循環系統和腦的疾病，但古埃及人可能為了抵抗眼疾而特別加入鉛。鉛的入侵會使細胞排出一氧化氮，進而殺死周圍的細菌。
古埃及人酷爱光脚走路，因为在炎热的沙漠气候根本不需要穿鞋。他们的一种凉鞋[草鞋]使用纸莎草和芦苇等天然材料制成的。当时的凉鞋在古埃及社会是同一水准的。凉鞋只在偶尔时候使用。

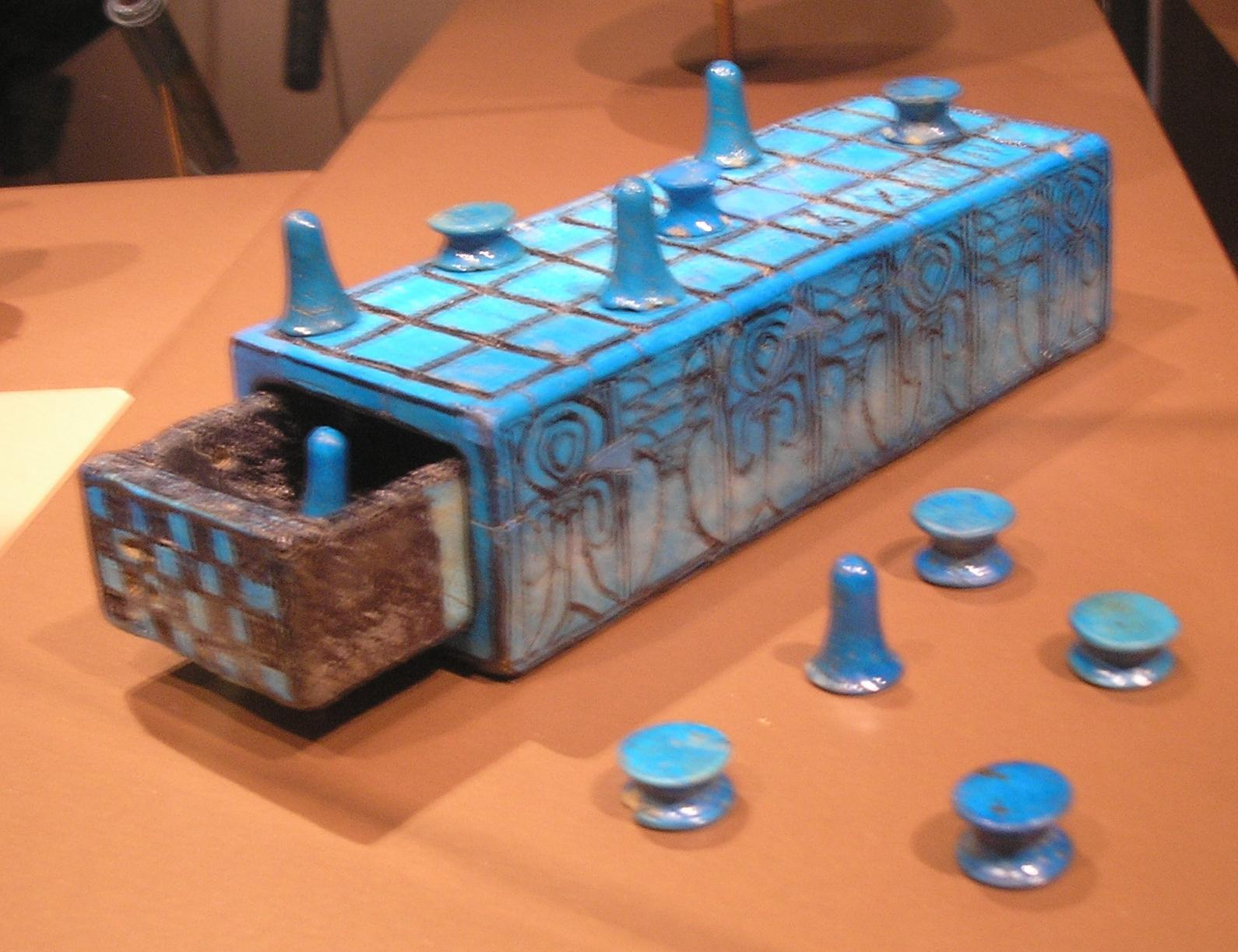
阿蒙霍特普三世墳墓的塞尼特，收藏於布魯克林博物館

古埃及人會玩的棋類有塞尼特、盤蛇圖。

## 宗教信仰
古代埃及人信仰和崇拜多神，神有多种形象，有的具有人的形象，其他形象还有动物、植物和星辰、自然现象等。另外，不同地区也有不同的神祇，也有几个地区共同崇拜一个神，同时一个地区还可能崇拜多个神，至今考证的古埃及的神多达上千个。这种多神崇拜起源于原始社会的图腾崇拜，在埃及统一之前的各个小国家里，人们都崇拜各自不同的神。随着美尼斯统一埃及全境，國王（新王国时期開始稱為法老）开始推行各自出身地的神，使其称为主神，由全埃及共同崇拜。在古王国时期主神是鹰神荷鲁斯，后来改为太阳神拉，中王国时期则主要崇拜阿蒙，新王国时期拉和阿蒙相结合，形成主神阿蒙拉。在国家统一崇拜主神的同时，各个地方（诺姆，相当于省）仍然崇拜原来地方的神。参见埃及神话人物列表。
另外，神祇也有不同的属性，有的是农业的神，有的是阴间之神，还有的是工匠技师的神（比如孟菲斯的卜塔）。而法老则是神的化身，或者是代言人，具有神的特性和神的名字，比如阿蒙霍特普、图坦卡蒙都是用阿蒙神的名字作为自己名字的一部分的。因此，法老被称为神王，拥有行政、司法和军队的最高权力，同时也是其主神的大祭司。法老手執生命之符，表示對埃及人有生殺大權。
由于古埃及人極重視宗教信仰，所以他們建造巨大的神廟來崇拜天神。在新王国时期，埃及通过武力扩张积累空前的财富（参见新王国时期和第十八王朝），但在几代法老在位期间都被用来修建神殿，比如公元前1200年，古埃及興建最大的神廟——位於尼羅河中游的阿斯旺的阿布辛拜勒神庙。重视宗教的另一个影响就是神职人员的权力过大，一般除法老之外，管理主神祭祀的祭司（称为“维西尔”，相当于宰相）拥有国家第二大权力，有的时候甚至超过法老的权力，使得一些维西尔可以成功篡权称为新法老，如拉美西斯一世。鉴于这种情况，在埃及第十八王朝中后期，阿蒙霍特普四世进行宗教改革，修改主神阿蒙为阿顿（太阳神），关闭所有崇拜旧神的神殿，还迁都修建新神阿顿的神殿，他自己也改名为埃赫那顿，意为阿顿神的光芒。但由于祭司们权力过大，以及整个社会的习俗形成已久，这次宗教改革失败，在埃赫那顿死后不久旧阿蒙神又重新成为主神，祭司们的权力也被恢复。
古埃及人認為，當人們死亡時，他們的靈魂將被帶到地獄，由神奧西里斯審判。 如果一個人的心臟比羽毛重，那就意味著他/她在死前犯了很多罪。 他們的心臟會被鱷魚頭，獅子身體和河馬腿的野獸吃掉並摧毀。 如果一個人的心臟比羽毛輕，他/她將獲得永生。阿努比斯會確保他/她的身體保存完好，這樣靈魂就可以在他的來世再次使用它。

## 文化與文明
古埃及文明是人类文明的五大发源地之一。古埃及人除以建築金字塔、獅身人面像及製造木乃伊而聞名天下外，還發明許多對後世影響深遠的東西。
古埃及的文化非常丰富。创造的象形文字对后来腓尼基字母的影响很大，而希腊字母是在腓尼基字母的基础上创建的，最終形成了西方的拼音文字系統。此外，金字塔、亚历山大灯塔、阿蒙神庙等建筑体现埃及人高超的建筑技术和数学知识，在几何学等方面也有很大的成就。古埃及使用太陽曆作為历法，因此現代西方也普遍使用太陽曆。

### 文字
古埃及文字創於公元前3500年，是一種稱為圣书体的象形文字。這種文字是人類最古老的書寫文字之一，多刻在古埃及人的墓穴中、紀念碑、廟宇的牆壁或石塊上，所以被稱為「圣书体」。
1799年，法軍上尉皮耶-佛罕索瓦·札維耶·布夏賀（Pierre-François Xavier Bouchard）在尼羅河三角洲的港口城市羅塞塔發現「罗塞塔石碑」。石上刻有三種文字，分別是圣书体、世俗体和古希臘文。歷史學家一直不明白石刻上「圣书体」的意思，直到1822年，法國學者尚-佛罕索瓦·商博良第一個理解到，一直被認為是用形表義的埃及象形文，原來也是具有表音作用的，這重大發現之後成為解讀所有埃及象形文的關鍵線索。

### 金字塔與獅身人面像
金字塔是利用大石建成的巨大三角形建築物，是法老的墓穴。由於古埃及人在尼羅河兩岸生活及耕作，所以金字塔主要是在沙漠地區興建。從公元前2700年—公元前1800年的這900年裡，估計古埃及人共建築超過80座金字塔。而建於公元前2589年—公元前2566年間的「大金字塔」是最大的一座金字塔，它是為法老胡夫而興建的。
古埃及人在「大金字塔」附近建造一座「獅身人面像」。狮身人面像位于卡夫拉金字塔祭庙的西北方，坐东向西，古希腊人把它叫作“斯芬克斯”，它是埃及最大最古老的室外雕刻巨像，由整块天然岩石雕凿。至今仍然沒有人知道建造這座由「獅身」與「人面」組成的巨大石雕的原因，他代表著法老的智慧與勇猛。一些人相信「獅身人面像」可能是金字塔的守護神，另一些則認為它是古埃及偉大文明的象徵。

### 数学
古埃及人是最先懂得用手掌和前臂來量度距離的人群之一。古埃及的書吏所使用的数学风格和方法，主要从稀有的古代纸草的发现而推断出来：特别是，兰德纸草书，大约作于第二中间期（虽然它是已经失传的中王国时期的纸草的一份复本），以及莫斯科纸草书，二者都似乎是数学教科书。最初，他們利用手指來計算數目，其後又創造一種數字。

### 天文学和历法
古埃及拥有相当水准的天文学知识，他们通过观测太阳和大犬座α星（即天狼星，古埃及称“索卜乌德”，意思是水上之星）的运行制定历法，即科普特历。古埃及人将一年定为365天，每年12个月，一个月30天，剩余5天作为节日。古埃及使用太阳历的做法是世界上最早的，這種日曆和我們今天所使用的差不多。不過因為地理的緣故地處熱帶，當時古埃及人則把一年只分为3个季节，每季4个月，他们還發明水鐘及日晷（即以太陽的倒影來計時）這兩種計時器，把一天分為24小時。考古学发现古埃及人了解许多星座，如天鹅座、牧夫座、仙后座、猎户座、天蝎座、白羊座以及昴星团等。另外，古埃及人还把黄道恒星和星座分为36组，在历法中加入旬星，一旬为10天，这与中國農曆的旬的概念类似。旬星概念至少是在埃及第三王朝时就已经出现。
由于古埃及文化有显著的星神崇拜，天文学观测和记录由祭司负责。每年夏天，当天狼星黎明前升起之时，尼罗河就开始泛滥，因此古埃及人认为天狼星是掌管圣河尼罗河的神祇，因此他们建造神殿，祭祀天狼星。另外也有人认为金字塔是用来观测天狼星而建造的。通过对天狼星准确的观测，埃及人确定一年（天狼年，即一种恒星年）的长度为365.25天，与现在的计算长度相当接近。古埃及人赋予太阳浓重的宗教色彩，代表太阳的神祇就有数种，其中最重要的有拉和阿顿等，很多法老都以自己是拉或者阿顿的代表来统治埃及。

### 木乃伊
它是指長久保存的古埃及人屍體，這些屍體能保存數千年是因為它們經過特別的處理。首先，古埃及人清除屍體的內臟，然後用特製的藥物浸製這些內臟，再把鹽和香料塗在屍首上，以吸乾屍體上的水份；最後用長布條把屍體包裹起來，屍體便不會腐爛。製造木乃伊的人是古埃及的祭司，祭司除了把屍體製成木乃伊外，還需祭祀神明及為法老在墓穴、紀念碑和廟宇的牆上刻上「神碑體」。古埃及人喜歡把木乃伊放入人形的棺木內，而這個藏有木乃伊的棺木曾被埋葬在墓穴中。考古學家在現今的埃及各地發掘出很多木乃伊。這些發現有助我們認識古埃及人的面貌及文明，亦能幫助我們研究古埃及人保存屍體的方法。
新王國時期木乃伊製法：
1. 去世至下葬為期70天，成為以後之規範。
2. 將屍體送至製木乃伊之屋（per-nefer）。
3. 敲碎篩骨，用金屬勾將腦部由鼻孔取出。
4. 將腹部肝、肺、胃、腸四器官取出。
5. 用椰酒及香料清理體腔，用臨時材料填滿。
6. 將手指腳趾用繩繫緊，再用泡鹼將屍體乾貯。
7. 將屍體送至純淨之屋，用尼羅河水洗淨。
8. 用樹脂浸泡過的亞麻布將腦部填滿。
9. 將腹部臨時充填物取出，用裝滿木屑的亞麻布或泡過樹脂的沒藥填滿，再縫合。
10. 擦上杉樹油、蠟、泡鹼及樹膠的混合物。
11. 灑上香料、塞住鼻孔。
12. 眼皮下方放上洋蔥或亞麻布的墊子。
13. 用熔化的樹脂將屍體塗滿，收斂毛細孔保護皮層。
14. 用亞麻布將屍體四肢先包起，再包身體，再套上完整壽衣。
15. 繼續包裹，每包一個部位都要唸一段咒語，不能間斷，直到第52天結束。
16. 第68天至70天則入棺。

### 莎草纸
古埃及人除發明犁、汲水器和渠道外，還於約公元前2600年使用紙莎草的莖製造世界上第一張莎草纸。

## 時序線
以下所有日期均為約數。
- 公元前33世纪：铜器（参见青铜时代）

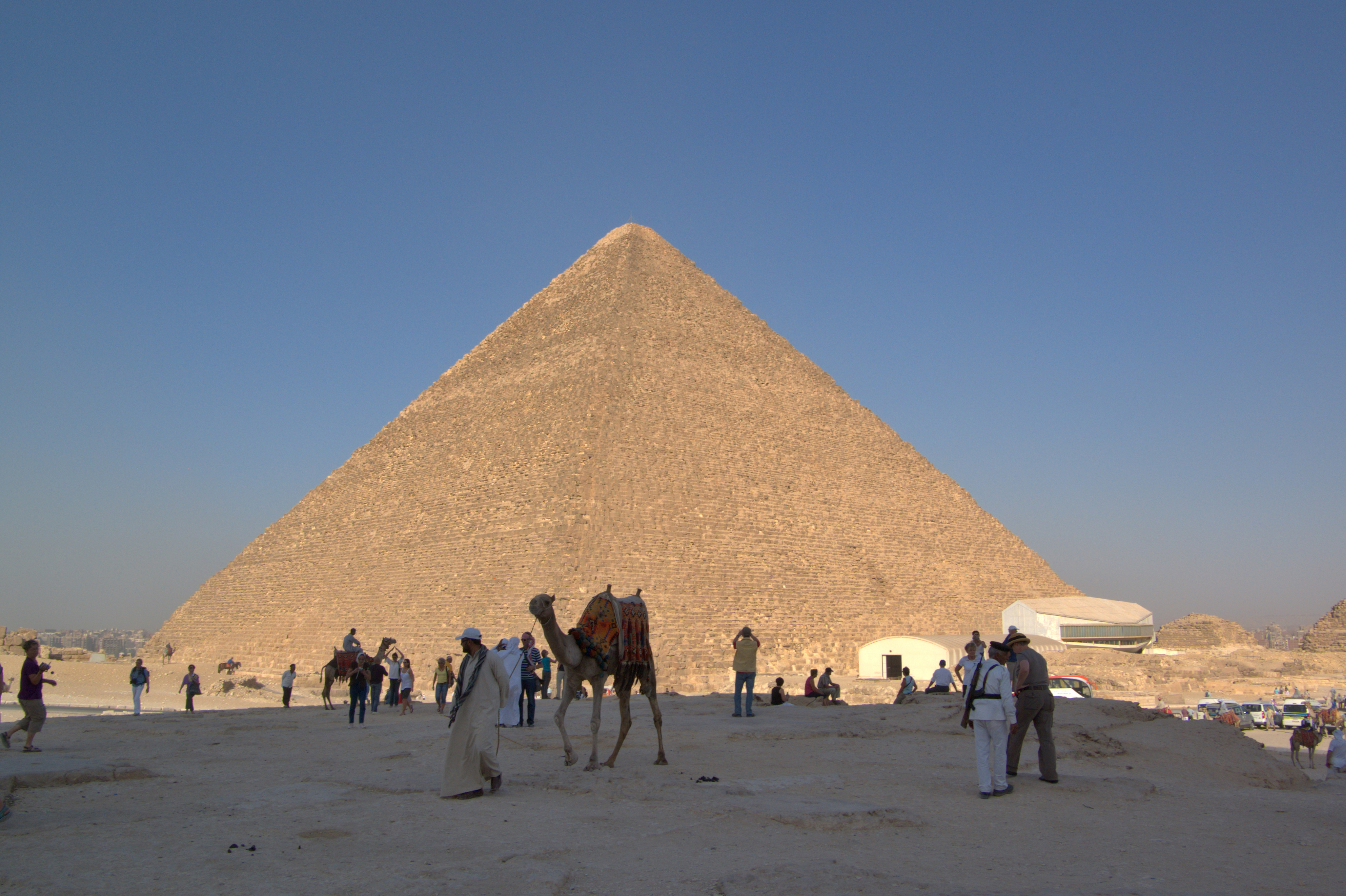
吉萨金字塔

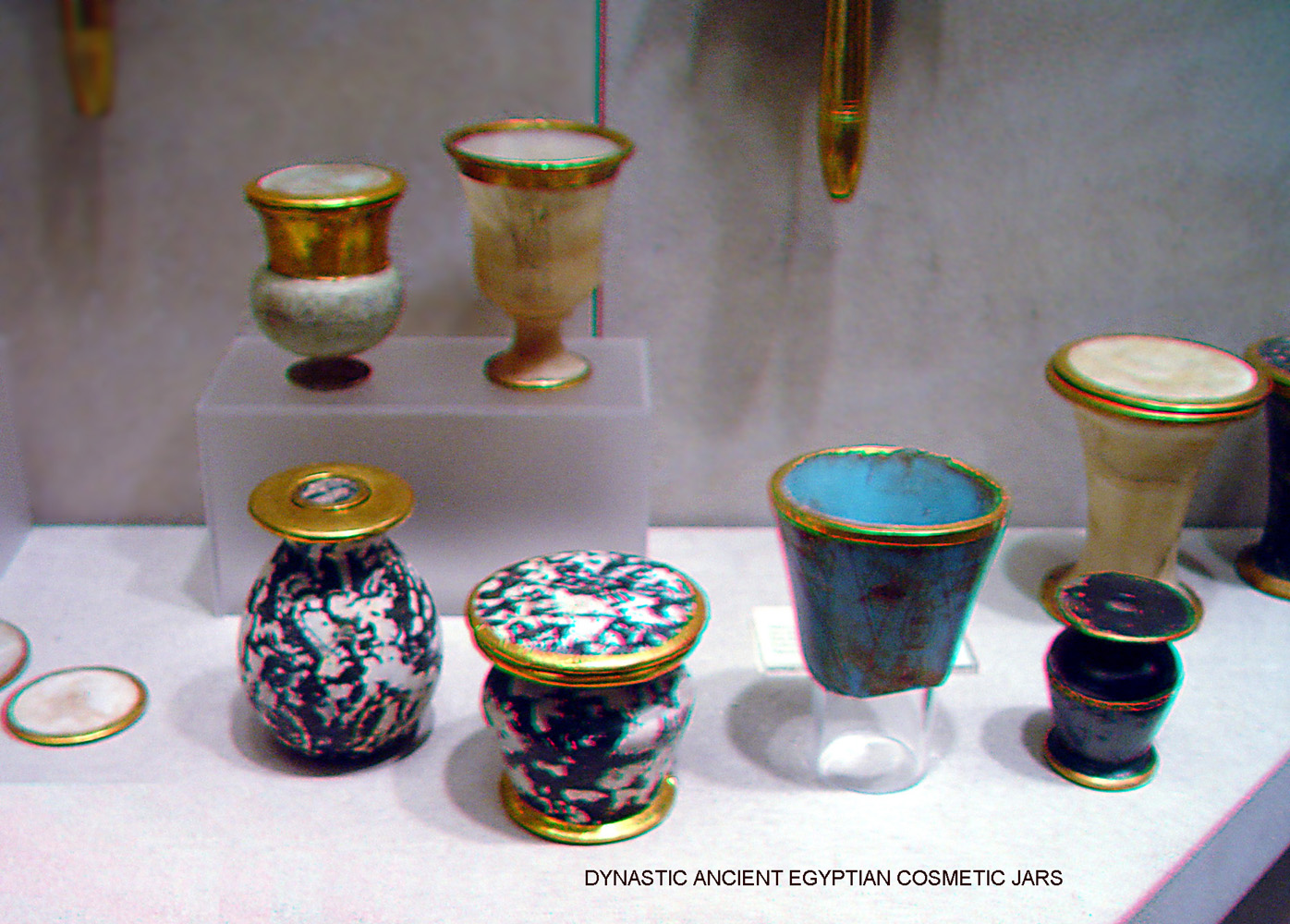
古埃及制作的玻璃

- 公元前33世纪：出现象形文字（参见埃及第一王朝）
- 公元前33世纪：那尔迈调色板，世界最早的历史文件（参见那尔迈）
- 公元前32世纪：最早使用十进制[75]
- 公元前3050年代：在阿拜多斯开始造船[76]
- 公元前31世纪：莎草纸，世界已知最早的纸
- 公元前31世纪：出现医院
- 公元前28世纪：掌握测量
- 公元前2750年代：世界已知第一次手术
- 公元前27世纪：狮身人面像，至今仍是世界最大的整石雕像
- 公元前27世纪：航运出现（驳船运输，斯尼夫鲁和萨胡拉法老时期）[77]
- 公元前27世纪：世界已知最早的花崗岩切割
- 公元前26世纪：蜜蜂饲养[78]
- 公元前2580年代：吉萨金字塔，仅存的世界七大奇蹟
- 公元前25世纪：历法出现
- 公元前23世纪：啤酒酿造出现[79]
- 公元前19世纪：世界已知最早的字母
- 公元前19世纪：锥体通用体积公式出现
- 公元前1650年：几何学、余切、代数方程、数列、几何级数等的记录
- 公元前1550年：世界已知最早的肿瘤记录
- 公元前1500年：世界已知最早的玻璃制作
- 公元前1360年，法老阿肯那頓推行阿頓崇拜的宗教改革。阿肯那頓死後不久，改革徹底被廢除
- 公元前1300年：二阶代数方程出现[80]
- 公元前1275年：摩西帶領猶太人出埃及
- 公元前1258年：世界已知最早的和平条约（参见拉美西斯二世）[81]
- 公元前1000年：开始制造焦油[82]

### 引用
1. 1 2  杨洪强编著，《古埃及文明－全球史之四》，2005年
2. 1 2  周启迪．第二章 早期的文明：第一节 早期埃及 [M] // 齐世荣，杨共乐，彭小瑜．世界史：古代卷．北京：高等教育出版社, 2006 (2021): 26. 978-7-04-018369-6.
3. ↑  Rosalie, David (1997). Pyramid Builders of Ancient Egypt: A Modern Investigation of Pharaoh's Workforce. Routledge. p. 18.
4. 1 2  江晓原，12宫与28宿：世界历史上的星占学，辽宁教育出版社，2005年5月，45-64 ISBN 7-5382-7184-8
5. ↑  《埃及奴隶制国家的兴起》 （页面存档备份，存于）（我要读），2007年6月28日访问
6. ↑  英国博物馆，《古埃及·古埃及历史年表》（Ancient Egypt-A time line of ancient Egyptian history） （页面存档备份，存于），2007年6月26日访问
7. 1 2  斯塔夫里阿诺斯著，吴象婴、梁赤民译，《全球通史》，上海社会科学院出版社，2001年出版。
8. 1 2  李晓东，《一个死文明的复活》.   [2007-07-25]. （原始内容存档于2007-09-28）.，中原工学院，2007年4月3日更新
9. ↑  Shaw (2002) p. 17
10. ↑  Shaw (2002) pp. 17, 67–69
11. ↑  Hayes (1964) p. 220
12. ↑  Midant-Reynes (2000) p. 106
13. ↑  Hayes (1964) p. 230
14. ↑  Midant-Reynes (2000) pp. 210–19
15. ↑  . Digital Egypt for Universities, University College London.   [2008-03-09]. （原始内容存档于2013-07-17）.
16. ↑  Shaw (2002) p. 39
17. ↑  Midant-Reynes (2000) p. 211
18. ↑  Mallory-Greenough (2002), p. 84
19. ↑  . Digital Egypt for Universities, University College London.   [2008-03-09]. （原始内容存档于2008-03-28）.
20. ↑  Shaw (2002) p. 61
21. ↑  . Digital Egypt for Universities, University College London.   [2008-03-09]. （原始内容存档于2008-03-30）.
22. ↑  Allen (2000) p. 1
23. ↑  Robins (1997) p. 32
24. ↑  Shaw (2002) pp. 78–80
25. ↑  Clayton (1994) pp. 12–13
26. ↑  Clayton (1994) p. 6
27. ↑  Shaw (2002) p. 70
28. ↑  . Digital Egypt for Universities, University College London.   [2008-03-09]. （原始内容存档于2008-03-04）.
29. ↑  James (2005) p. 40
30. ↑  Shaw (2002) p. 102
31. ↑  Shaw (2002) pp. 116–7
32. ↑  Fekri Hassan. . British Broadcasting Corporation.   [2008-03-10]. （原始内容存档于2009-05-11）.
33. ↑  Clayton (1994) p. 69
34. ↑  Shaw (2002) p. 120
35. 1 2  Shaw (2002) p. 146
36. ↑  Clayton (1994) p. 29
37. ↑  Shaw (2002) p. 148
38. ↑  Clayton (1994) p. 79
39. ↑  Shaw (2002) p. 158
40. ↑  Shaw (2002) pp. 179–82
41. ↑  Robins (1997) p. 90
42. ↑  Shaw (2002) p. 188
43. 1 2  Ryholt (1997) p. 310
44. ↑  Shaw (2002) p. 189
45. ↑  Shaw (2002) p. 224
46. ↑  James (2005) p. 48
47. ↑  . Digital Egypt for Universities, University College London.   [2007-12-09]. （原始内容存档于2007-11-18）.
48. ↑  Clayton (1994) p. 108
49. ↑  Aldred (1988) p. 259
50. ↑  Cline (2001) p. 273
51. ↑  他与他的两个正妻以及后宫生了100多个孩子。Clayton (1994) p. 146
52. ↑  Tyldesley (2001) pp. 76–7
53. ↑  James (2005) p. 54
54. ↑  Cerny (1975) p. 645
55. ↑  Shaw (2002) p. 345
56. ↑  Shaw (2002) p. 358
57. ↑  Shaw (2002) p. 383
58. ↑  Shaw (2002) p. 385
59. ↑  Shaw (2002) p. 405
60. ↑  Shaw (2002) p. 411
61. ↑  Shaw (2002) p. 418
62. ↑  James (2005) p. 62
63. ↑  James (2005) p. 63
64. ↑  Shaw (2002) p. 426
65. 1 2  Shaw (2002) p. 422
66. ↑  Shaw (2002) p. 441
67. ↑  Shaw (2002) p. 445
68. ↑  Vercoutter, Jean. . . 發現之旅. 02. 吳岳添/譯 2002年1月1日第十六刷. 臺北: 時報文化. 1994年5月31日: 第29、31、32及34頁. ISBN 957-13-1161-8 （中文（繁體））.
69. ↑  颜海英，《法老后的埃及》 （页面存档备份，存于），中国古代文化艺术资料库，2007年2月2日。
70. ↑  儒商，《古代埃及军事概述》.   [2007-07-25]. （原始内容存档于2007-09-29）.，溯古追风世界历史网，2006年11月24日更新
71. ↑  Egyptian Eyeliner May Have Warded Off Disease （页面存档备份，存于）古埃及人的眼妆能帮助消除疾病 （页面存档备份，存于）
72. ↑  《古埃及历史》.   [2007-07-12]. （原始内容存档于2007-09-28）.（历史千年网），2007年7月13日访问
73. ↑  《一生一定要探索的古埃及52個秘密》第24頁ISBN 978-986-85061-2-1
74. 1 2  《古埃及的天文学》 （页面存档备份，存于）（搜狐旅游频道），2005年07月21日更新。
75. ↑  《埃及数学概述》（Overview of Egyptian Mathematics） （页面存档备份，存于），2005年12月5日访问
76. ↑  《弗朗西斯科·拉法尔勒埃及学新闻》（Francesco Raffaele Egyptology News） （页面存档备份，存于） 2005年12月5日访问
77. ↑  《航运历史》（MSIChicago : Exhibits : Ships Through the Ages）.   [2007-06-19]. （原始内容存档于2007-09-28）.，2005年12月5日访问
78. ↑  《蜜蜂饲养》（apiary2）.   [2007-06-19]. （原始内容存档于2006-02-18）.，2005年12月5日访问
79. ↑  《拉姆比可啤酒专题》（Lambic Beer Focus）.   [2007-06-19]. （原始内容存档于2007-05-27）.，2006年9月访问
80. ↑  基灵斯（Richard J. Gillings），《法老时代的数学》（Mathematics in the Time of the Pharaohs），纽约，1972年出版，ISBN 0-486-24315-X
81. ↑  《拉美西斯二世》（Ramses II） （页面存档备份，存于），2007年3月17日访问
82. ↑  《古埃及木乃伊焦油》（Mummy tar in ancient Egypt）title=Geotimes （页面存档备份，存于），2007年6月18日访问

## 延伸閱讀
- Baines, John and Jaromir Malek (2000), The Cultural Atlas of Ancient Egypt, revised edition, Facts on File, 2000. ISBN 0-8160-4036-2
- Kemp, Barry (1991), Ancient Egypt: Anatomy of a Civilization, Routledge, 1991. ISBN 0-415-06346-9
- Lehner, Mark (1997), The Complete Pyramids, London: Thames & Hudson, 1997. ISBN 0-500-05084-8.
- Shaw, Ian (2003), The Oxford History of Ancient Egypt, Oxford University Press, 2003. ISBN 0-19-280458-8
- Wilkinson, R. H.（2000）, The Complete Temples of Ancient Egypt, London: Thames and Hudson. ISBN 0-500-05100-3
- Wilkinson, R.H.（2003）, The Complete Gods and Goddesses of Ancient Egypt, London: Thames and Hudson, 2003. ISBN 0-500-05120-8